# 艾哈迈德·沙阿·马苏德
艾哈邁德·沙阿·馬蘇德（普什圖語和達利語：‎，波斯體：احمد شاه مسعود‬；1953年9月2日—2001年9月9日），阿富汗塔吉克族軍事將領，曾出任阿富汗國防部長，绰号“潘杰希尔之狮”，其領導的游擊隊曾多次擊敗蘇聯和塔利班軍隊並一度固守潘杰希爾省。遇刺身亡後被阿富汗總統哈米德·卡尔扎伊追授為「阿富汗民族英雄」，及將其忌日9月9日定為國定假日。

## 生平

### 早年
馬蘇德於1953年生於阿富汗潘杰希爾，出身塔吉克名門望族。馬蘇德出生時的名字為「艾哈邁德·沙阿」，他於1974年改用化名「馬蘇德」。馬蘇德的父親杜斯特·穆罕默德汗是阿富汗的一名退休准將。他的家庭後遷至喀布爾，馬蘇德在那裡度過了童年的大部分時間。
馬蘇德就讀喀布爾法國中學，在喀布尔大学工程系毕业學習。此時親蘇的穆罕默德·達烏德汗政府上台。而马苏德开始参与伊斯兰促進会的学生分会，其主席是布尔漢努丁·拉巴尼教授。
1975年7月，穆斯林青年在巴基斯坦情报机构的帮助下，在潘杰希尔山谷发动了反对政府的起义，但起義最終失敗。在这次起義失败之后，伊斯兰促進會内部开始出现分裂。马苏德和拉巴尼一派立場温和，而更為激进的古勒卜丁·希克马蒂亚尔則另外創建阿富汗伊斯蘭黨。最終馬蘇德流亡巴基斯坦。
馬蘇德曾加入阿富汗毛派组织永恒火焰。

### 蘇阿戰爭
1978年4月27日，蘇聯支持的阿富汗人民民主黨領導“四月革命”，在總統府殺死了总统達烏德汗和他的大多數家人及其保鏢，並奪取了首都喀布爾的控制權。由於政變後的新政府沒有得到阿富汗人支持，阿富汗人民民主党政府宣布並實施了反對政治異議的政策，不論在黨內還是黨外。
阿富汗人民民主党按照蘇聯路線開始了改革。阿富汗人反對改革與阿富汗人民民主党對蘇聯的親近，特別是在政府試圖通過逮捕或處決那些反抗者來執行其蘇式政策時。在農村地區，估計有50000至100000人被軍隊逮捕和殺害。由於鎮壓，該國大部分地區，組織了對阿富汗人民民主党政府進行的公開起義。到1979年春季，起義已波及阿富汗主要城市地區。
1979年，苏联发动阿富汗战争。马苏德重返家鄉潘杰希爾，率领阿富汗游击队展开抵抗运动，1982年游擊隊發展成為3000多人。因为在潘杰希尔谷地活动并对苏军造成重创，而被阿富汗人尊称为「潘杰希尔之狮」。
1983年，馬蘇德在被蘇軍特種部隊封鎖谷地唯一的出口後，仍然神不知鬼不覺地突圍而出。同年，他接受了蘇聯提出的暫時休戰，以重建自己的部隊。在1983年至次年临时停火期间，苏军两次试图除掉他，均被挫败。第一次，苏军诱骗他谈判，被识破。第二次，苏军派遣的刺客试图下毒，再次被识破。第三次，苏军派遣馬蘇德的同學前去暗殺，被他所感動而投誠。
由於白沙瓦游擊隊堅持不向馬蘇德提供任何物資和其他武器，為了彌補這方面的不足，馬蘇德從出口祖母綠和天青石中獲得收入。
1986年11月，馬蘇德的部隊佔領了阿富汗人民民主黨政府位於巴格蘭省的第20師總部。
1992年，阿富汗亲苏政权被推翻，阿富汗伊斯兰国成立。但新上台的各派圣战者为了争权夺利，很快就展开混战。

### 抵抗塔利班
在南部塔利班势力的步步紧逼下，1996年被趕出阿富汗首都喀布爾。马苏德成为北方联盟军事领导人，率领塔吉克族，哈札拉族和乌兹别克族民兵组成的联盟在北部10%的领土上开展反塔利班斗争。

### 遇刺

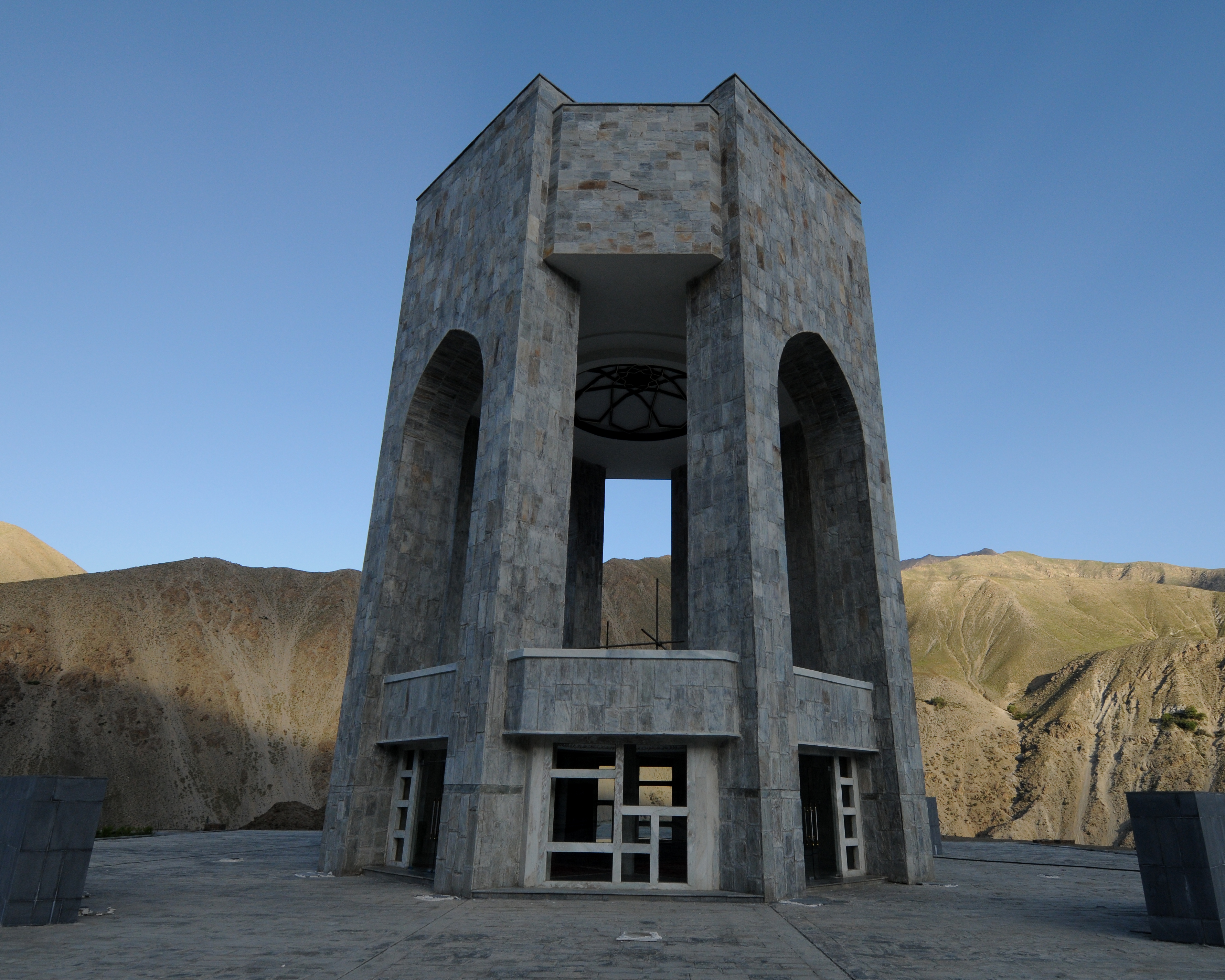
位於潘傑希爾的馬蘇德墓

2001年9月9日，馬蘇德将军接受兩名阿拉伯記者的訪問，被其中一名基地组织派遣的刺客相機內隱藏炸彈，以自杀性爆炸刺杀。9月15日，馬蘇德被宣布不治逝世。
此事事后被证明是基地组织为九一一事件所做的准备工作之一，由奧薩瑪·賓·拉登親自下令。馬蘇德的死亡使北方聯盟再也沒有領袖魅力式的強人可以整合各大派系，地方軍閥陷入長時期內鬥，無法團結一致對抗塔利班，導至於數年後塔利班捲土重來，不少西方學者認為如果馬蘇德未死，由其出面主導阿富汗的政局，阿富汗政府內部不至於陷入嚴重分裂跟對抗。2021年，阿富汗政府軍在美軍撤離後，在塔利班的攻勢下數月便土崩瓦解，馬蘇德的早逝被視為原因之一。

## 紀念
馬蘇德遇刺幾個月後，阿富汗伊斯蘭共和國建國，發行了第一套郵票紀念馬蘇德，一枚郵票面值高達14000阿富汗尼。